# Cruzia
Cruzia ist eine Gattung der Spulwürmer mit 12 Arten. Sie kommt in Amerika vor und ihre Vertreter befallen Amphibien, Reptilien, Beuteltiere und Nebengelenktiere.

## Merkmale
Cruzia sind Cruziinae, bei denen die drei Längsreihen von Zähnchen im Pharynxabschnitt des Ösophagus deutlich sind. Die drei dreieckigen Lippen berühren sich mit ihren Spitzen.

## Systematik
Zur Gattung gehören folgende Arten:
- Cruzia americana Maplestone, 1930
- Cruzia boliviana Sprehn, 1932
- Cruzia brasiliensis Costa, 1965
- Cruzia cameroni Wolfgang, 1951
- Cruzia fuelleborni Khalil & Vogelsang, 1930
- Cruzia mazza Khalil & Vogelsang, 1932
- Cruzia mexicana Khalil, 1926
- Cruzia morleyi Pearse, 1936
- Cruzia rudolphi Ruiz, 1947
- Cruzia tentaculata (Rudolphi, 1819)
- Cruzia testudinis Harwood, 1932
- Cruzia travassosi Khalil & Vogelsang, 1932

Synonyme der Gattung sind Neocruzia Yamaguti, 1961 und Schizobucca Schuurmans Stekhoven, 1951.